# 莲花池山遗址
24°32′23″N 117°39′39″E / 24.53972°N 117.66083°E
莲花池山遗址位于中国福建省漳州市芗城区北郊，是一处旧石器时代遗址，2013年被列为第七批全国重点文物保护单位。
莲花池山遗址于1989年被发现，是福建省内最早发现的旧石器时代遗址。1990年初夏，由福建省博物馆、漳州市文化局和中国科学院古脊椎动物与古人类研究所联合组成的发掘队，在莲花池山进行为期一个月的发掘，开挖面积约100平方米，出土石制品共计27件。由于周边被辟为工业园区，莲花池山现只剩下不足2000平方米的残丘，北环路（319国道）把莲花池山切成南、北两个部分。2005年11月至2006年4月，福建博物院与漳州市文管办决定对南区实施抢救性发掘，共开挖面积600平方米。目前所出土的石制品共计234件，其中上文化层21件；中文化层94件；下文化层53件，其中非工具类包括石核、断块和石片，工具类有石锤、砍砸器、刮削器、尖状器和手镐等类型。